# Rajabhat-Universität Songkhla
Die Rajabhat-Universität Songkhla (thailändisch มหาวิทยาลัยราชภัฏสงขลา, im englischen Sprachgebrauch Songkhla Rajabhat University, kurz SKRU) ist eine öffentliche Universität im Rajabhat-System von Thailand.

## Lage
Das Universitätsgelände liegt im Landkreis (Amphoe) Mueang Songkhla. Songkhla liegt in der Südregion von Thailand.

## Geschichte
Die Gründung der Rajabhat-Universität Songkhla geht auf das Jahr 1919 zurück. Der Status einer Universität wurde am 15. Juni 2004 verliehen.

## Allgemeines
Die Universität bietet sowohl Bachelor als auch weiterführende Studiengänge an.
Präsident der Universität ist Phai Rot Duangwiset (thailändisch ผศ.ดร.ไพโรจน์ ด้วงวิเศษ).

### Symbole
Die Universitätsfarben sind rot und weiß, die Universitätsblume ist die (Cassia nodosa) der Universitätsbaum ist die (Calophyllum inophyllum L.). Das Emblem der Universität besteht aus den Farben Blau, Grün, Gold, Orange und Weiß, wobei jede Farbe eine eigene Bedeutung hat:
- Das Blau steht für das Königtum und stellt den Bezug her, dass der Name Rajabhat Universitäten vom König stammt.
- Das Grün steht für die 40 Standorte der Rajabhat Universitäten und der auserlesenen naturgemäßen Umgebung.
- Das Gold bedeutet Intellektueller Reichtum.
- Das Orange steht für die lokalen Künste und kulturellen Verzierung aller Rajabhat Universitäts-Standorte.

## Akademische Einrichtungen
Die Universität besitzt sieben Fakultäten
- Fakultät für Pädagogik
- Fakultät für Kunst und Musik
- Fakultät für Human- und Sozialwissenschaften
- Fakultät für Naturwissenschaften und Technologien
- Fakultät für Industrietechnologien
- Fakultät für Betriebswirtschaft und Management
- Fakultät für Agrarwissenschaften